# Valdis Zatlers
Valdis Zatlers (ur. 22 marca 1955 w Rydze) – łotewski lekarz i polityk, w latach 2007–2011 prezydent Łotwy, poseł na Sejm XI kadencji.

## Życiorys

### Wykształcenie i działalność zawodowa
Z zawodu chirurg i ortopeda. W latach 1973–1979 studiował medycynę w Ryskim Instytucie Medycznym. W latach 1990–1991 przeszedł kursy ortopedii w Stanach Zjednoczonych na Syracuse University oraz na Uniwersytecie Yale.
Po studiach pracował w szpitalu nr 2 w Rydze. W 1985 został w nim ordynatorem oddziału chirurgii urazowej, pozostając na tym stanowisku do 1994. W 1986 uczestniczył w ramach służb medycznych w operacjach oczyszczających po katastrofie elektrowni jądrowej w Czarnobylu. W latach 1994–1998 był dyrektorem państwowego szpitala traumatologii i ortopedii, po przekształceniach organizacyjnych pełnił funkcję dyrektora i prezesa zarządu (1998–2004) oraz prezesa zarządu (2004–2007) tej placówki.
Był założycielem i przewodniczącym (1990–1993), a następnie wiceprzewodniczącym (1994–1998) łotewskiego stowarzyszenia artroskopii, w którym kierował również komisją ds. certyfikacji. W 2003 został przewodniczącym Łotewskiego Stowarzyszenia Chirurgii Urazowej i Ortopedii. W trakcie swojej kariery zawodowej brał udział w międzynarodowych sympozjach medycznych oraz wykładał w Finlandii, Estonii, Litwie, Polsce, Słowacji, Rosji i Węgrzech.
W 2003 Biuro Przeciwdziałania i Zwalczania Korupcji (KNAB) wszczęło wobec Valdisa Zatlersa postępowanie z wniosku ministra zdrowia Ārisa Audersa, jego dawnego współpracownika. Oskarżył on o kupno niskiej jakości implantów kręgowych od firmy kierowanej przez jego żonę. W wyniku postępowania Valdis Zatlers został oczyszczony ze wszystkich zarzutów.

### Działalność polityczna
W latach 1988–1989 zasiadał w radzie Łotewskiego Frontu Ludowego. W późniejszym czasie nie należał żadnej partii politycznej, w 1998 był sygnatariuszem założycielskiego manifestu Partii Ludowej w 1998. 22 maja 2007 koalicja rządząca wskazała go jako swojego kandydata w nadchodzących wyborach prezydenckich.
Przed wyborem wzbudził kontrowersje, przyznając, że jako lekarz akceptował podarunki od pacjentów. Transparency International zakwestionowała legalność takich praktyk. Jego zwolennicy wskazywali natomiast na powszechną praktykę tego rodzaju zachowań wśród wielu łotewskich lekarzy. Biuro KNAB określiło to zachowanie jako niepoprawne, ostatecznie w 2008 stwierdziło, że nie doszło do złamania prawa. Opozycyjni politycy krytykowali go za niezapłacenie podatków od przyjmowanych podarunków; Państwowy Urząd Skarbowy Republiki Łotewskiej nakazał mu zapłacenie 250 łatów zaległych podatków.
31 maja 2007 Valdis Zatlers został wybrany przez Sejm na nowego prezydenta Łotwy. Za jego kandydaturą głosowało 58 deputowanych, poparcie deklarowali posłowie Partii Ludowej, LPP/LC, ZZS i TB/LNNK. 40 głosujących było przeciwnych (z Centrum Zgody i Nowej Ery). 8 lipca 2007 został oficjalnie zaprzysiężony na urząd prezydenta jako trzeci prezydent odrodzonej Republiki Łotewskiej po 1993. W trakcie jego kadencji przeprowadzono wybory parlamentarne i samorządowe, dwukrotnie zmieniali się premierzy (w 2007 i 2009).
16 marca 2011 ogłosił gotowość ubiegania się o reelekcję. Według sondażu opublikowanego w tym samym miesiącu z pracy prezydenta zadowolonych było 47% obywateli, niezadowolonych – 41%. 28 maja 2011 podjął decyzję o rozpisaniu referendum w przedmiocie skrócenia kadencji Sejmu. Stał się pierwszym prezydentem korzystającym z tego konstytucyjnego uprawnienia. W wyborach z 2 czerwca 2011 nie uzyskał reelekcji. W I turze głosowania poparło go 43 posłów (przeciwko było 55), w II turze uzyskał 41 głosów za i 56 przeciw. Wśród głosujących za znaleźli się głównie deputowani Jedności oraz koalicji Wszystko dla Łotwy! i TB/LNNK, przeciwko głosowali posłowie Centrum Zgody, ZZS oraz ruchu O lepszą Łotwę. 8 lipca zastąpił go Andris Bērziņš.
W lipcu 2011 na fali nastrojów przeciwko oligarchom założył własne ugrupowanie polityczne pod nazwą Partia Reform Zatlersa. W tym samym miesiącu w wyniku referendum doszło do skrócenia kadencji parlamentu. W wyborach z września 2011 jego ugrupowanie poparło blisko 21% głosujących, co przełożyło się na 22 mandaty. Jeden z nich przypadł byłemu prezydentowi, który wykonywał go do 2014, do 2013 przewodnicząc frakcji partyjnej. W 2013 nowym przewodniczącym ugrupowania został Edmunds Demiters.

## Odznaczenia i wyróżnienia
- Order Trzech Gwiazd IV klasy (2007, Łotwa)[17]
- Order Westharda I klasy (2008, Łotwa)
- Order Trzech Gwiazd I klasy z Łańcuchem (2008, Łotwa)
- Order Księcia Jarosława Mądrego I klasy (2008, Ukraina)
- Wielki Order Króla Tomisława (2008, Chorwacja)[18]
- Order Krzyża Ziemi Maryjnej I klasy (2009, Estonia)
- Łańcuch Orderu Izabeli Katolickiej (2009, Hiszpania)
- Order Zwycięstwa Świętego Jerzego (2009, Gruzja)
- Order Białej Róży Finlandii I klasy z Łańcuchem (2010, Finlandia)
- Order Witolda Wielkiego z Łańcuchem (2011, Litwa)
- Order Wolności (2011, Ukraina)[19]
- Order Heydəra Əliyeva (2009, Azerbejdżan)[20]
- Tytuły doktora honoris causa: Erywańskiego Uniwersytetu Państwowego (2009), Katolickiego Uniwersytetu Lubelskiego Jana Pawła II (2010), Uniwersytetu Stradiņša w Rydze (2010), Uniwersytetu Kłajpedzkiego (2011)[17]

## Życie prywatne
Z pierwszego małżeństwa ma syna Gustavsa i córkę Felicitę. Po raz drugi żonaty z Lilitą Zatlere, z którą ma syna Kārlisa.

## Galeria

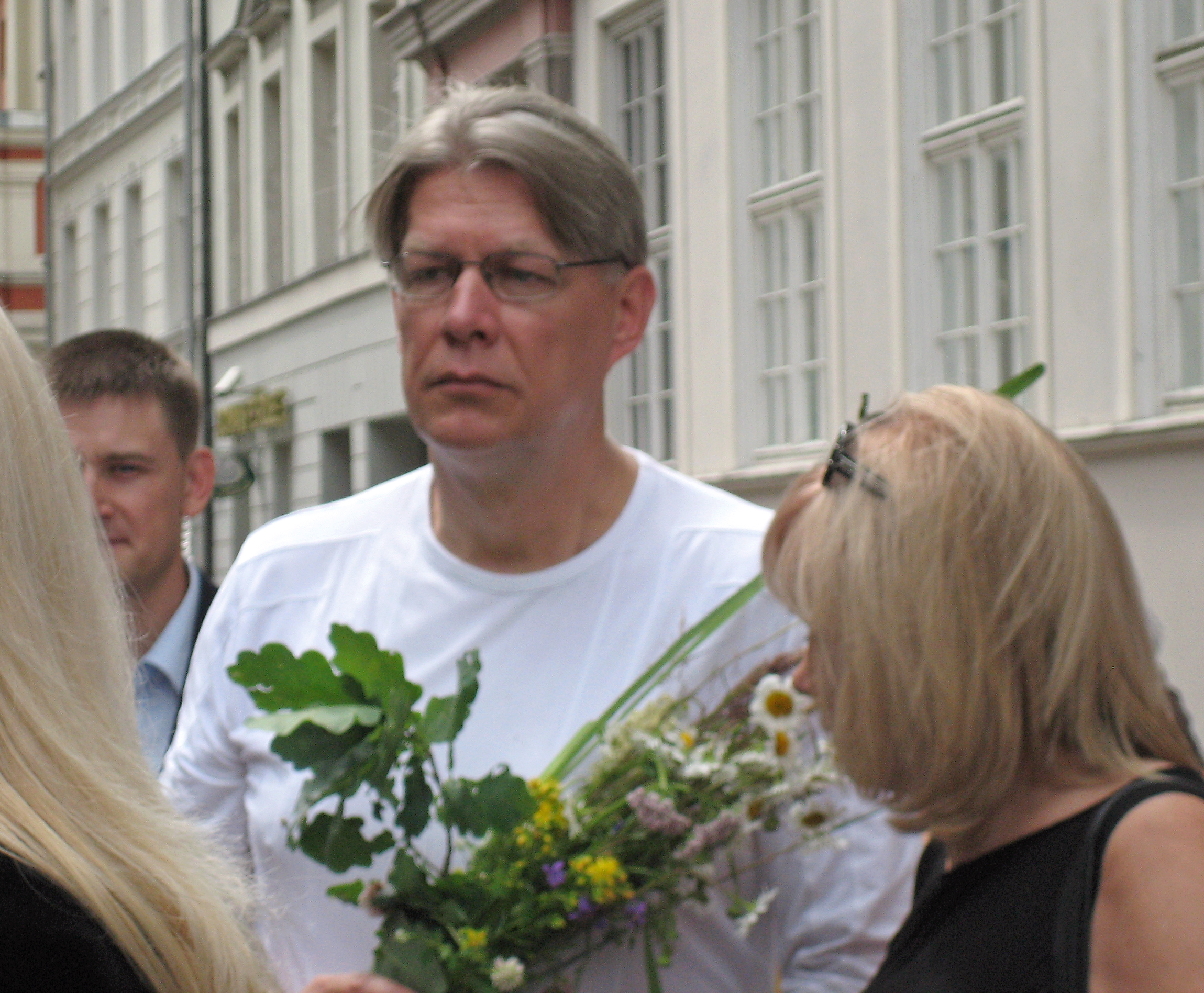
Valdis Zatlers po wyborze na prezydenta wśród mieszkańców Rygi
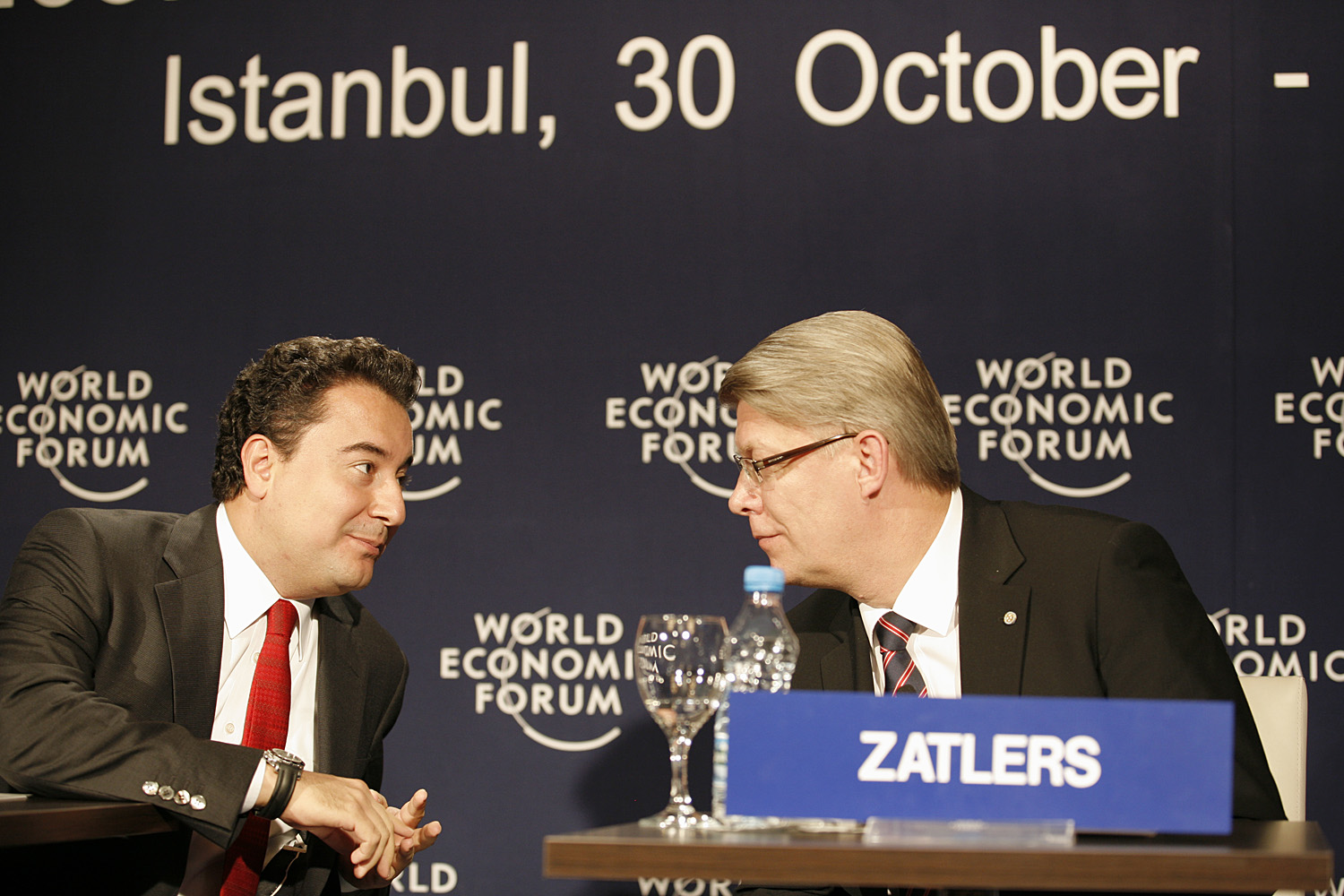
Razem z ministrem spraw zagranicznych Turcji Alim Babacanem (2008)
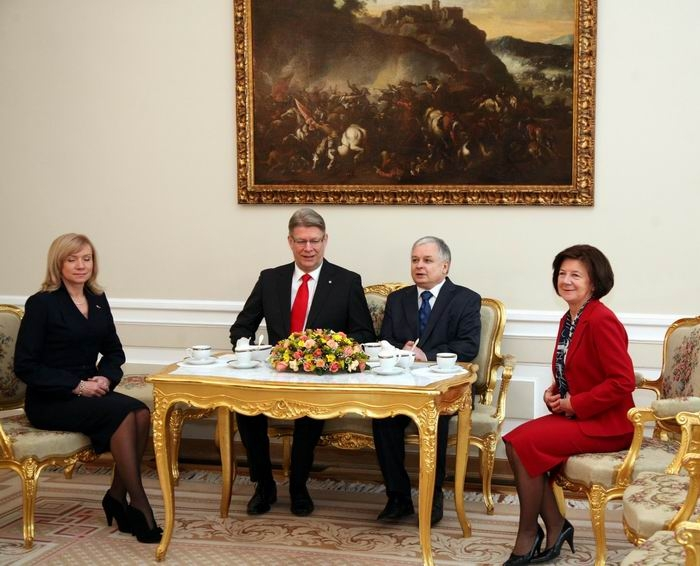
Razem z prezydentem RP Lechem Kaczyńskim (2008)
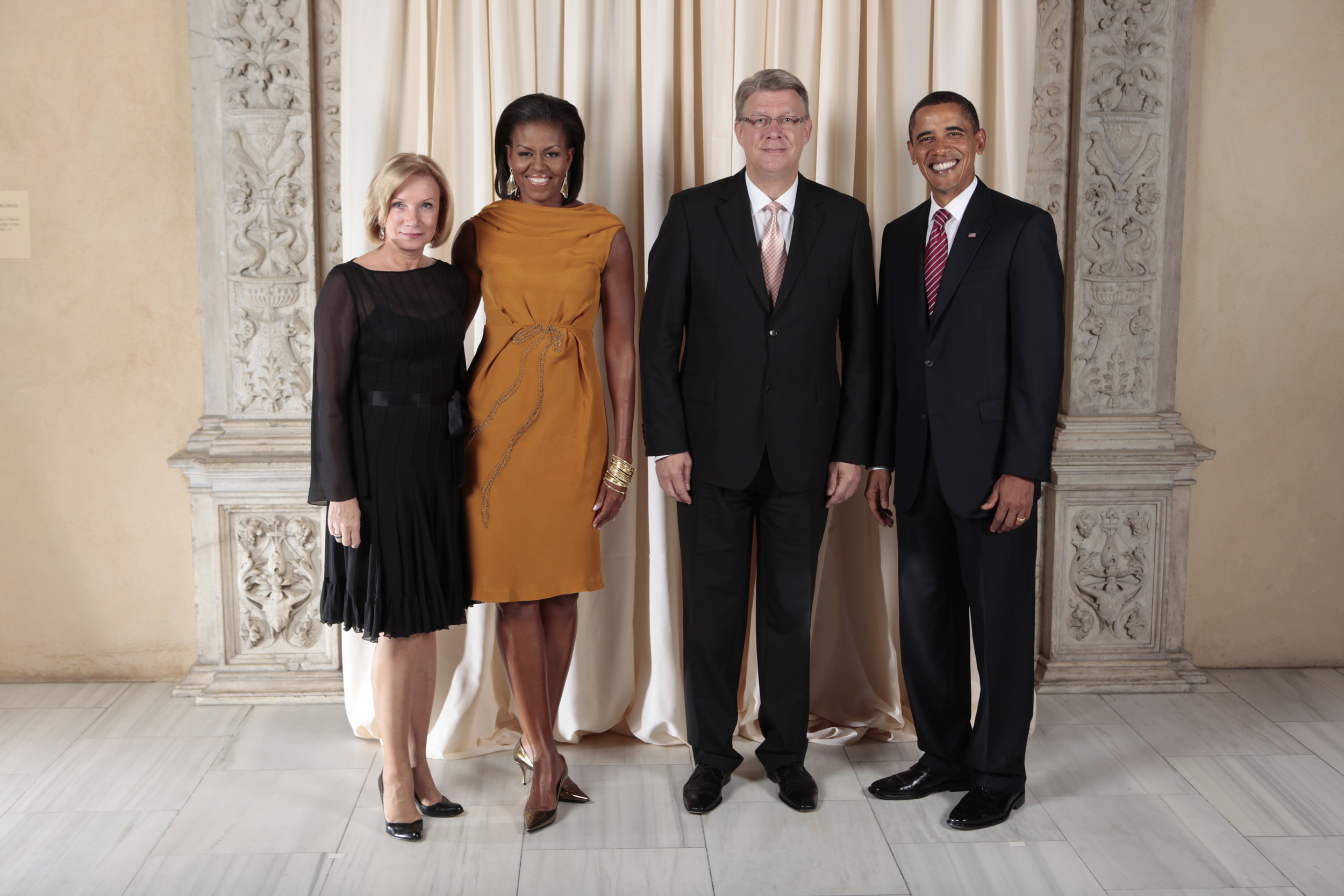
Razem z prezydentem USA Barackiem Obamą (2009)
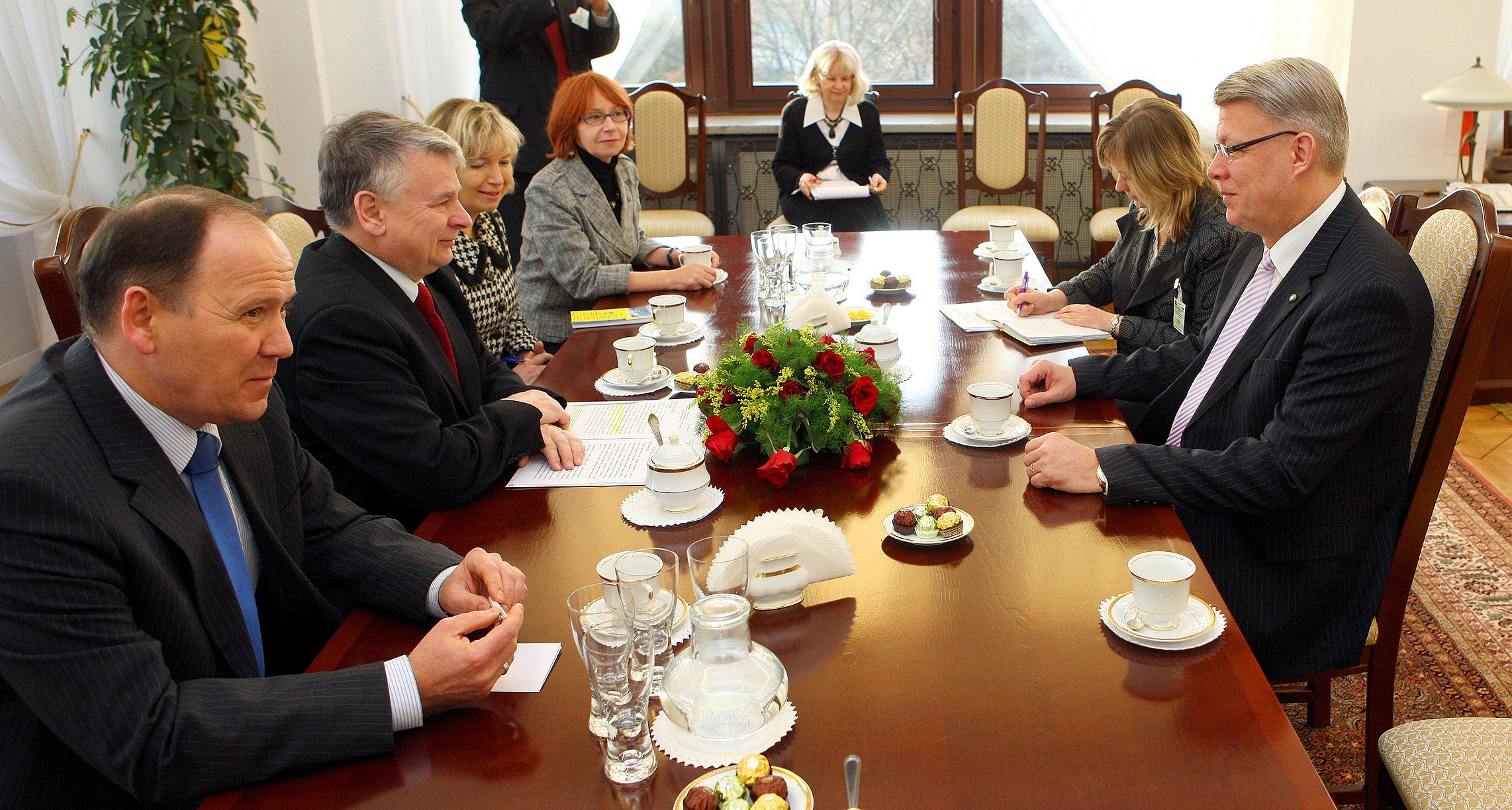
Podczas spotkania z Bogdanem Borusewiczem w Senacie RP (2010)